# 皇冠山
皇冠山またはザ・クラウン(The Crown)とは、中華人民共和国新疆ウイグル自治区にあるカラコルム山脈の山である。標高は7295メートルで、カラコルム山脈の一部をなす音蘇蓋提の最高峰である。
1989年に行われ失敗に終わったイギリス隊の登頂の記録は、1989年にヒュー・マクマナーズの"Crowning the Dragon"(ISBN 0586204253)として出版された。
初登頂は、1993年に行われた日本山岳会東海支部によるものである。